# De Klassieker
De Klassieker je název pro utkání dvou nizozemských fotbalových klubů Feyenoord a AFC Ajax. Oba dva týmy se mezi sebou utkávají v nizozemské lize, nizozemském poháru, nizozemském superpoháru, či v některé z evropských soutěží (např. v Lize Mistrů UEFA). První vzájemné utkání se hrálo v roce 1921 a hraje se nepřetržitě od sezóny 1956/57.

## Historie
Rivalita mezi těmito dvěma fotbalovými kluby přesahuje až do městské rivality mezi dvěma největšími městy v Nizozemsku, přístavním a dělnickým městem Rotterdamem a střediskem kultury a hlavním městem země Amsterdamem.
První vzájemný zápas obou klubů proběhl 9. října 1921 v Rotterdamu a nevyhnul se kontroverzi. Zápas původně vyhrál Ajax v poměru 3:2, později bylo však skóre kvůli protestu Feyenoordu na jeden ze vstřelených gólů Ajaxu změněno na remízu 2:2.
Od sezóny 1947/48 až do sezóny 1955/56 se neodehrálo mezi kluby žádné utkání. Důvodem bylo to, že Feyenoord v tomto období nedokázal postoupit z regionální ligy a proto se nemohl utkat s Ajaxem v Playoff Championship. V sezóně 1956/57 vznikla Eredivisie, kde se nacházel Ajax i Feyenoord a od této sezóny se utkání mezi kluby znovu hraje nepřetržitě.
Rivalita mezi oběma kluby se vystupňovala během 70. let 20. století, kdy byly oba kluby považovány za nejlepší na světě. Za toto období Ajax vyhrál 3x Pohár mistrů evropských zemí a 1x Interkontinentální pohár, Feyenoord dokázal vyhrát 1x Pohár mistrů evropských zemí, 1x Interkontinentální pohár a 1x Pohár UEFA.
Rivalita se ještě víc zintenzivnila během sezóny 1983/84, kdy Johan Cruijff, legenda Ajaxu, přestoupil do Feyenoordu. Tento přestup rozzlobil oba fanouškovské tábory, fanoušci Ajaxu byli pobouřeni tím, že Cruijff přestoupil k jejich největšímu rivalovi, zatímco fanouškům Feyenoordu se nelíbilo, že se k jejich klubu připojila legenda Ajaxu. 18. září 1983 vyhrál Ajax nad Feyenoordem v poměru 8:2. Jedná se tak o nejvyšší prohru v historii tohoto derby. I přes to ale Feyenoord nakonec dokázal vyhrát ligu a pohár.
Nenávist mezi kluby se projevuje i velkou porcí násilí mezi fanoušky klubů. V roce 1997 se u Beverwijku udál konflikt mezi fanoušky obou klubů. Během něj jeden fanoušek Ajaxu zemřel a několik dalších fanoušků klubů bylo zraněno. V roce 2004 napadli fanoušci Ajaxu během zápasu rezervních týmů Jorgeho Acuñu, který poté musel na ošetření do nemocnice.

## Statistiky utkání
Ke dni 5. dubna 2023
| Soutěž               | Odehráno zápasů | Výhry Ajaxu | Remízy | Výhry Feyenoordu | Branky Ajaxu | Branky Feyenoordu |
| -------------------- | --------------- | ----------- | ------ | ---------------- | ------------ | ----------------- |
| Eredivisie           | 167             | 76          | 45     | 46               | 348          | 255               |
| Play-off Eredivisie  | 5               | 3           | 0      | 2                | 15           | 13                |
| KNVB beker           | 18              | 9           | 1      | 8                | 33           | 22                |
| Johan Cruijff Schaal | 4               | 3           | 0      | 1                | 11           | 4                 |
| Ostatní              | 8               | 2           | 3      | 3                | 16           | 17                |
| Celkem               | 202             | 93          | 49     | 60               | 423          | 311               |